# Lemon (singel U2)
Lemon – piosenka rockowej grupy U2, pochodząca z jej wydanego w 1993 roku albumu, Zooropa. Była drugim singlem promującym tę płytę. Utwór, bardziej niż którykolwiek z poprzednich obrazuje falsetowe zdolności wokalisty Bono, połączone z wokalem The Edge’a. Piosenka została określona jako futurystyczne niemieckie disco.
Za reżyserię teledysku, nakręconego w stylu Eadwearda Muybridge’a odpowiedzialny był Mark Neale.

## Lista utworów

### Wersja singlowa 1
12" (Stany Zjednoczone)
1. „Lemon” (Bad Yard Club) – 10:13
2. „Lemon” (David Morales Bad Yard Club Version Dub) – 6:35
3. „Lemon” (David Morales Momo’s Reprise) – 4:08
4. „Lemon” (Paul Oakenfold Mix) – 8:56
5. „Lemon” (Paul Oakenfold Jeep Mix) – 5:30

### Wersja singlowa 2
CD/kaseta (Australia i Japonia)
1. „Lemon” (edycja) – 4:39
2. „Lemon” (Oakenfold Jeep Mix) – 5:30
3. „Lemon” (wersja albumowa) – 6:56
4. „Lemon” (Morales Bad Yard Club Version Dub) – 6:35

### Wersja promocyjna 1
10" (Stany Zjednoczone)
1. „Lemon” (Bad Yard Club Mix) – 8:35
2. „Lemon” (Serious Def Dub) – 6:24

### Wersja promocyjna 2
12" (Wielka Brytania)
1. „Lemon” (Bad Yard Club) – 10:13
2. „Lemon” (Momo’s Beats) – 4:25
3. „Lemon” (Bad Yard Club Version Dub) – 6:35
4. „Lemon” (Serious Def Dub) – 6:24

### Wersja promocyjna 3
12" (Wielka Brytania)
1. „Lemon” (Perfecto Mix) – 8:57
2. „Lemon” (Trance Mix) – 9:14

### Wersja promocyjna 4
CD (Wielka Brytania)
1. „Lemon” (edycja) – 4:39

### Wersja promocyjna 5
CD (Stany Zjednoczone)
1. „Lemon” (edycja) – 4:39
2. „Lemon” (Lemonade Mix Edit) – 4:16
3. „Lemon” (wersja albumowa) – 6:56
4. „Lemon” (Lemonade Mix) – 6:40

## Pozycje na listach
| Rok  | Lista                                                  | Pozycja |
| ---- | ------------------------------------------------------ | ------- |
| 1993 | Stany Zjednoczone (Hot Dance Music/Club Play)          | #1      |
| 1993 | Stany Zjednoczone (Modern Rock Tracks)                 | #3      |
| 1993 | Australia (ARIA Charts)                                | #6      |
| 1993 | Stany Zjednoczone (Hot Dance Music/Maxi-Singles Sales) | #16     |